# Trachyoribates polygonatus
Trachyoribates polygonatus är en kvalsterart som först beskrevs av Balogh och Sandór Mahunka 1969.  Trachyoribates polygonatus ingår i släktet Trachyoribates och familjen Haplozetidae. Inga underarter finns listade i Catalogue of Life.